# Brouwerij Joostens (Baardegem)
Brouwerij Joostens is een voormalige brouwerij in het Oost-Vlaamse Baardegem in België. De brouwerij was gelegen in Rampelberg en was actief vanaf het einde van de 19e eeuw tot 1914.

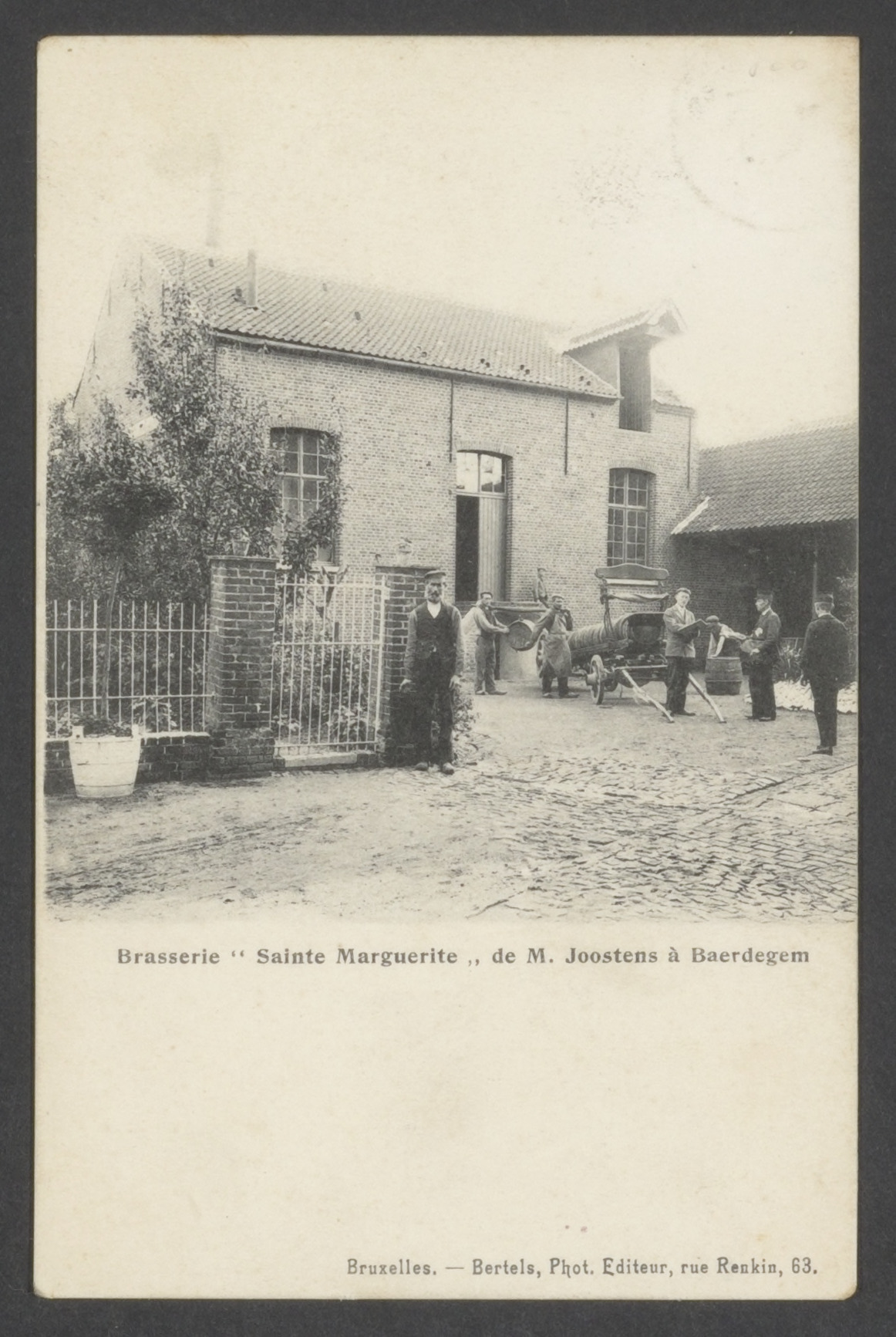
Binnenkoer van brouwerij Joostens (Baardegem).

## Historiek

### Voorloper
Familie Joostens duikt op in Baardegem in 1736. Franciscus Joostens, beenhouwer uit Weert, huwt op dat moment met Catharina De Backer en vestigt zich in het dorp. Zijn kleinzoon, ook Franciscus (°1787), werd niet alleen burgemeester en later gemeentesecretaris, maar wordt ook als eerste familietelg als brouwer vermeld. Deze eerste brouwerij moet gesitueerd zijn in de Dorpstraat 41. In 1881 stonden zowel vader Guillielmus als zonen Petrus (Pieter) Joannes en Henricus als brouwer gekend.

### Brouwerij Petrus Joostens (Sint-Margareta): eind 19e eeuw-1903
Petrus Joannes Joostens bouwde een nieuwe brouwerij in de toenmalige Hoogstraat 87, nu Rampelberg. De ouderlijke huizen en brouwerij zullen worden overgenomen door zijn dochter en schoonzoon, als Brouwerij Pollijn.
De exacte stichtingsdatum van Brouwerij Joostens is niet gekend, maar moet eind 19e eeuw zijn, rond 1885. Deze brouwerij kreeg de naam Sint-Margareta, naar de patroonheilige van de gemeente. Zowel hijzelf, als zijn zoon Willem (Guillielmus) Franciscus stierven kort na elkaar. Maria De Smedt, de echtgenoot nam de brouwerij in handen.
Het echtpaar Petrus Joannes en Maria De Smedt krijgt acht kinderen, waarvan er uiteindelijk vijf in de brouwerswereld terecht komen:
- Henri Joostens: neemt de brouwerij over.
- Willem Frans Joostens: werkt samen met zijn oudere broer in de brouwerij.
- Julia Joostens: trouwt met Aloïs De Block en stichten samen Brouwerij De Block in Peizegem.
- Lucie Joostens: trouwt met Leonard (Leo) Pollijn van Brouwerij Pollijn in Aspelare.
- Paulina Joostens: trouwt met Remigius (Remi) Pollijn van Brouwerij Pollijn in Baardegem.

### Brouwerij Henri Joostens - Van Langenhove: 1903-1910
Henri Fransiscus Joostens was de oudste zoon van Petrus Joannes Joostens. Hij nam de brouwerij van zijn vader over in 1903. Ook broer Willem Frans Joostens was op de brouwerij aan de slag.

### Brouwerij Remi Joostens - Van De Maele: 1910-1914
Twee jaar voor het overlijden van Henri Joostens, in 1910, wordt de brouwerij overgenomen door de oudste zoon van Henri: Remi Joostens. Ook jongere broer Oscar Joostens gaat in de brouwerij aan de slag.
Wanneer iets later WOI uitbreekt is dit ook het einde van de brouwerij: de koperen ketels worden in beslag genomen.